# 5252 Вікримов
5252 Вікримов (5252 Vikrymov) — астероїд головного поясу, відкритий 13 серпня 1985 року.
Тіссеранів параметр щодо Юпітера — 3,513.